# Infamous (produttore discografico)
Infamous, pseudonimo di Marco Antonio Rodriguez-Diaz, Jr. (Miami, ...), è un produttore discografico e disc jockey statunitense.
A volte è accreditato come DJ Infamous.

## Carriera
Infamous ha vinto un Grammy Award ed è stato 3 volte campione del mondo di DJing a Miami. È stato un membro fondatore della The-Allies DJ Crew (DJ Craze, DVLP e A-Trak) ed è molto conosciuto per il suo lavoro con il rapper americano Lil Wayne oltre che per importanti artisti come Drake, Jay-Z, Meek Mill, Fat Joe, Nas, The Game, Lupe Fiasco e Travie McCoy. Sebbene la sua attuale discografia sia composta prevalentemente da opere da rapper, Infamous è un polistrumentista ed in passato fu il chitarrista e autore di canzoni per la band rock Antenna (precedentemente sotto contratto con la Columbia Records), prima di incontrare Lil Wayne.

## Discografia parziale
- 2008 - Tha Carter III (Lil Wayne) - album
- 2009 - Prom Queen (Lil Wayne) - singolo
- 2010 - Rebirth (Lil Wayne) - album
- 2010 - I Am Not a Human Being (Lil Wayne) - album
- 2010 - 5.0 (Nelly) - album
- 2018 - Tha Carter V (Lil Wayne) - album

### Colonne sonore
2011 - Magic City Memoirs
2014 - Heat Nation